# Comuna de Brześć Kujawski
Brześć Kujawski (polaco: Gmina Brześć Kujawski) é uma gminy (comuna) na Polónia, na voivodia de Cujávia-Pomerânia e no condado de Włocławski.
De acordo com os censos de 2004, a comuna tem 11 112 habitantes, com uma densidade 73,9 hab/km².

## Área
Estende-se por uma área de 150,44 km², incluindo:
- área agricola: 74%
- área florestal: 18%

## Demografia
Dados de 30 de Junho 2004:
|                      | Total   | Total | Mulheres | Mulheres | Homens  | Homens |
| -------------------- | ------- | ----- | -------- | -------- | ------- | ------ |
|                      | pessoas | %     | pessoas  | %        | pessoas | %      |
| População            | 11 112  | 100   | 5681     | 51,1     | 5431    | 48,9   |
| Densidade (pop./km²) | 73,9    | 100   | 37,8     | 37,8     | 36,1    | 36,1   |

De acordo com dados de 2002, o rendimento médio per capita ascendia a 1319,41 zł.

## Subdivisões
- Aleksandrowo, Brzezie, Falborz, Guźlin, Jaranówek, Jądrowice, Kąkowa Wola, Kąty, Kuczyna, Machnacz, Miechowice, Miechowice Nowe, Pikutkowo, Redecz Krukowy, Rzadka Wola, Rzadka Wola-Parcele, Słone, Sokołowo, Sokołowo-Kolonia, Stary Brześć, Wieniec, Wieniec-Zalesie, Witoldowo, Wolica.

## Comunas vizinhas
- Bądkowo, Lubanie, Lubraniec, Osięciny, Włocławek, Włocławek